# زنان در چین
زندگی زنان در چین در طول اصلاحات در اواخر سلسله چینگ، دوره جمهوری‌خواهی، جنگ داخلی چین و ظهور جمهوری خلق چین، که به‌طور علنی از تعهد به برابری جنسیتی اعلام کرده بودند، تغییر کرده‌است. تلاشهای دولت جدید کمونیست در جهت برابری جنسیتی با مقاومت در جامعه چینی تحت تسلط مردانه روبرو شد و موانع همچنان در راه زنانی که به دنبال دستیابی به برابری بیشتر در چین هستند، ایستاده‌اند.
لازم به ذکر است در این کشور قوانین مورد توجهی برای بانوان وضع شده.

## پیشینه تاریخی
جامعه ماقبل مدرن چینی عمدتاً بود پدرسالار و نسب پدری از حداقل قرن 11th قبل از میلاد به بعد. آزادی‌ها و فرصت‌های موجود برای زنان بسته به دوره زمانی و وضعیت منطقه متفاوت بود. وضعیت زنان مانند وضعیت مردان از نزدیک با سیستم خویشاوندی چینی گره خورده بود. مدتهاست که در چین ترجیح فرزند وجود دارد و منجر به بالا رفتن تعداد شیرخواران زن می‌شود، و همچنین یک سنت قوی برای محدود کردن آزادی حرکت زنان، به ویژه زنان طبقه بالا، از طریق عمل چسباندن پا مشهود است. وضعیت حقوقی و اجتماعی زنان در قرن بیستم به‌ویژه در دهه ۱۹۷۰ پس از پیدایش سیاست یک فرزند و اصلاح و سیاست بازکردن بسیار بهبود یافته‌است. آنها بسیار بی‌احترامی بودند و کل چین اعتقاد داشتند که بهتر است مرد به دنیا بیاید.

## زندگی خانگی

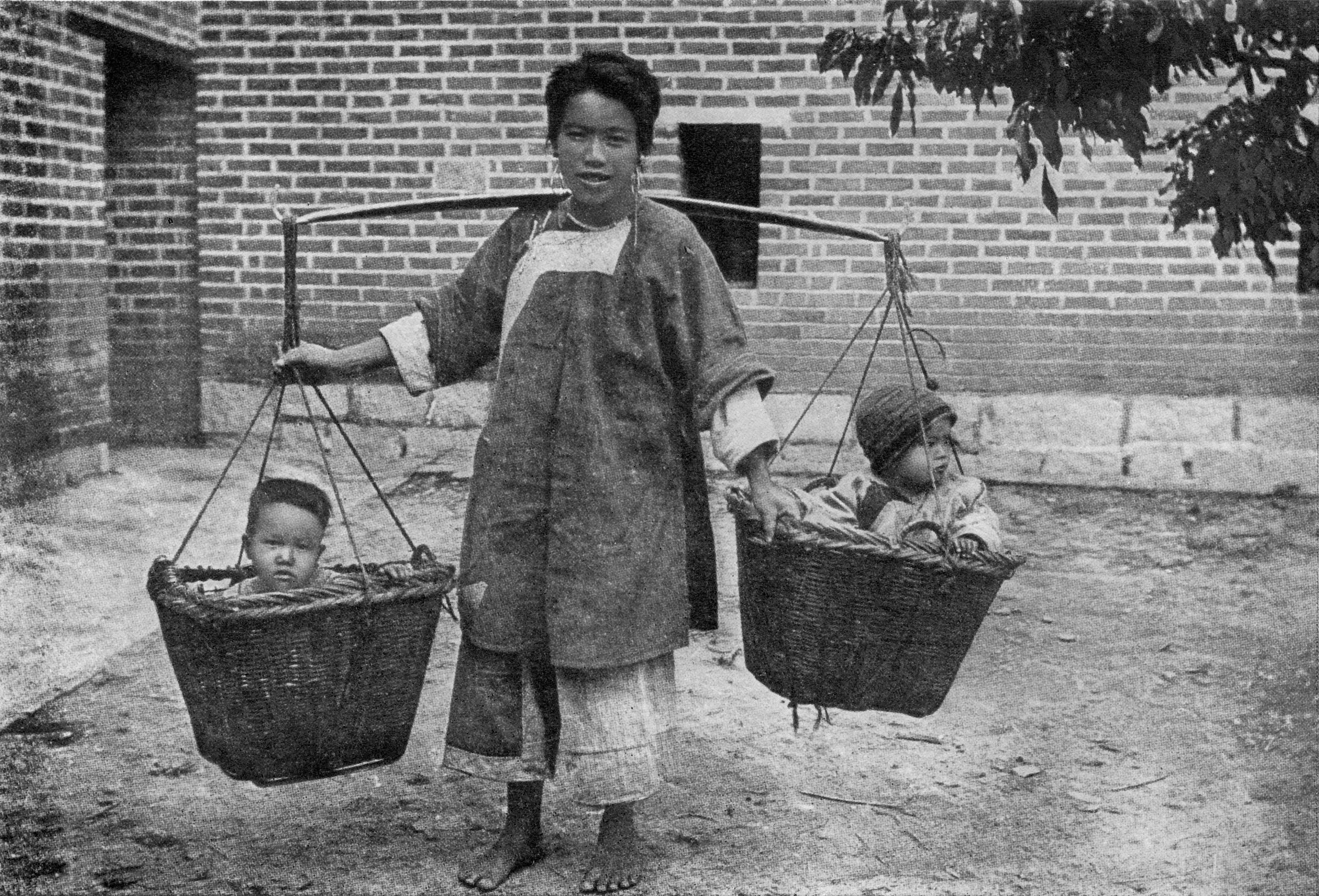
مادری در حال حمل دو فرزند، ۱۹۱۷

ازدواج سنتی در چین پیش از انقلاب، بین خانواده‌ها و نه بین دو فرد، یک قرارداد بود. پدر و مادر داماد و عروس به زودی به تأکید بر اتحاد بین دو خانواده، این ازدواج را ترتیب دادند. انتخاب همسر بر اساس نیازهای خانواده و وضعیت اقتصادی - اقتصادی همسر بالقوه و نه عشق یا جذابیت بود. اگرچه نقش این زن بسته به وضعیت اجتماعی شوهر کمی متفاوت بود، اما به‌طور معمول وظیفه اصلی وی تأمین پسری برای ادامه نام خانوادگی بود.
ازدواج مرتب شده توسط یک همسری که به عنوان پیوند بین دو خانواده عمل می‌کرد، انجام شد. ترتیب ازدواج شامل مذاکره در مورد قیمت عروس، هدایایی که باید به خانواده عروس اهدا شود و گاهی جهیزیه لباس، مبلمان یا جواهرات از طرف خانواده عروس برای استفاده در خانه جدید او انجام می‌شود. مبادله جبران پولی برای دست زن در ازدواج نیز در ازدواج‌های خرید که زنان در آن به عنوان اموالی دیده می‌شد که می‌توانست در هوس شوهر فروخته و معامله شود، مورد استفاده قرار گرفت.
در کنار بسیاری از سنتهای قدیمی چینی پیرامون ازدواج، همچنین گامهای آیینی بسیاری روی داد. در زمان سلسله هان، ازدواج فاقد جهیزیه یا هدیه ای برائت به عنوان ناسازگار تلقی می‌شد. فقط پس از مبادله هدایای واقعی، قدمهای واقعی ادامه یافت، عروس‌ها را برای زندگی در خانه‌های اجدادی شوهرشان گرفته بودند. در اینجا، از آنها نه تنها انتظار می‌رفت که با کلیات خانواده شوهر خود زندگی کنند، بلکه همه قوانین و عقاید خود را نیز دنبال کنند. بسیاری از خانواده‌ها در این زمان از تعالیم کنفوسیوس پیرامون تکریم بزرگان خود پیروی می‌کردند، این آیین‌ها از پدر به فرزند دیگر منتقل می‌شد و غیره، لیست‌های رسمی خانوادگی تشکیل می‌شد که شامل اسامی همه پسران و همسران زناشویی بود؛ بنابراین، عروسهایی که فرزند پسری نیاوردند، از لیست خانواده‌ها نوشته شده و به فراموشی سپرده شدند. علاوه بر این، هنگامی که یک شوهر می‌میرد، عروس به عنوان دارایی خانواده همسرش دیده می‌شود. برخی خانواده‌های عروس برای پس‌انداز دختران خود را پس دادند، اما هرگز با فرزندانش که در ملک خانواده شوهرش باقی مانده بودند، پس‌انداز می‌کردند.
در تلاش مستمر برای کنترل ازدواج و زندگی خانوادگی، قانون ازدواج در سال ۱۹۸۰ تصویب و در سال ۱۹۸۱ به تصویب رسید. قانون ازدواج ازدواج‌های منظم و اجباری را ممنوع اعلام کرد و تمرکز را از تسلط مردان و بر منافع فرزندان و زنان دور کرد. در ماده ۲ قانون ازدواج ۱۹۸۰ به‌طور مستقیم آمده‌است: "از حقوق قانونی و منافع زنان، کودکان و سالخوردگان محافظت می‌شود. برنامه ریزی خانواده عملی می‌شود ". بزرگسالان، زن و مرد، حق طلاق قانونی گرفتند.
در تلاش برای مبارزه با سرسخت بودن سنت ، ماده ۳ قانون ازدواج ۱۹۸۰ ممنوعیت احتکار، تعدد زوجات و bigamy را ادامه داد. قانون ازدواج سال ۱۹۸۰، ماده ۳، ازدواج‌های مزدور را که در آن قیمت عروس یا جهیزیه پرداخت می‌شود، منع می‌کند. اگرچه این قانون همچنین به‌طور کلی ممنوعیت پول یا هدایا را در رابطه با هرگونه ازدواج تنظیم می‌کرد، قیمت عروس و جهیزیه هنوز آداب و رسوم عمل می‌کرد. طبق گفته لی، تجارت سنتی فروش زنان در ازای ازدواج پس از بازگشت قانون پس از این قانون به زنان حق انتخاب همسر خود را داده‌است. در سال ۱۹۹۰، ۱۸٫۶۹۲ پرونده توسط مقامات چینی مورد بررسی قرار گرفت
پرداخت قیمت عروس هنوز در مناطق روستایی متداول است، در حالی که جهیزیه نه تنها کوچکتر، بلکه کمتر متداول است. به‌طور مشابه در مناطق شهری، عرف جهیزیه تقریباً ناپدید شده‌است. رسم قیمت عروس به ارائه هدایای عروس یا خانواده تبدیل شده‌است. ماده ۴ قانون ازدواج استفاده از اجبار یا دخالت اشخاص ثالث را ممنوع اعلام کرده‌است و می‌گوید: «ازدواج باید مبتنی بر تمایل کامل دو طرف باشد». همان‌طور که انگل استدلال می‌کند، قانون نیز با ایجاد دختران به اندازه فرزندان، به ویژه در رابطه با پتانسیل بیمه پیری، بسیار ارزشمند هستند.
اخیراً شاهد افزایش ازدواج‌های چینی و خارجی در سرزمین اصلی چین بوده‌است، و داده‌هایی نشان می‌دهد که این نوع ازدواج‌ها در زنان بیشتر از آقایان است. در سال ۲۰۱۰، تقریباً ۴۰٬۰۰۰ زن در ازدواج‌های چینی و خارجی در سرزمین اصلی چین ثبت نام کردند. در مقایسه، کمتر از ۱۲۰۰۰ مرد در همان سالها در این نوع ازدواج‌ها ثبت نام کرده‌اند.

### همسران دوم
در سنتی چین، تعدد زوجات قانونی بود و داشتن یک صیغه (نگاه کنید به زندگانی با صیغه) لوکس برای خانواده‌های اشرافی در نظر گرفته شد. در سال ۱۹۵۰، تعدد زوجات غیرقانونی شد و به نظر می‌رسد مدتی است که امور خارج از ازدواج از این موارد غافل بوده‌است. قانون جدید ازدواج در سال ۱۹۵۰ به زنان اجازه داد که برای اولین بار در چین طلاق بگیرند که این امر به زنان اجازه می‌داد همسرانی را که این امور خارج از ازدواج داشتند، ترک کنند. پدیده تعدد زوجات، یا به اصطلاح «همسران دوم» (二奶 èrnǎi به زبان چینی)، در سالهای اخیر مجدداً مورد اشاره قرار گرفته‌است. وقتی تعدد زوجات قانونی بود، زنان نسبت به امور خارج از ازدواج شوهر خود مدارا می‌کردند. امروزه زنانی که کشف می‌کنند همسرشان «همسر دوم» دارد تحمل کمتری دارند و اکنون توانایی درخواست طلاق را دارند.
مردان تمایل دارند برای کار و تجارت به سرزمین اصلی چین سفر کنند. صنعتی شدن ناگهانی در چین دو نوع از افراد را به خود جلب کرد: زنان کارگر جوان و بازرگانان ثروتمند از شهرهایی مانند هنگ کنگ. تعدادی از تاجران ثروتمند روابط خود را با این زنان آغاز می‌کنند، معروف به «نگه داشتن همسر دوم» (bao yinai) در کانتونی. برخی از زنان مهاجر یافتن همسر را دشوار می‌دانند، بنابراین خود را برای دستیابی به همسر دوم و دوستداران تاجران ثروتمند، آسان‌تر می‌کنند. مردان به این زنان وابسته اقتصادی جذب می‌شوند. اولین زنهای بازرگان تمایل داشتند که در خانه بمانند و کار نکنند. بسیاری از روستاها در بخش جنوبی چین وجود دارند که عمدتاً این «همسران دوم» زندگی می‌کنند. این مردان هر سال در حالی که همسر و خانواده اول خود در این شهر اقامت دارند، می‌آیند و هر سال زمان زیادی را در این روستاها می‌گذرانند. این روابط فقط از انجام معاملات جنسی گاه به گاه است که توسط تاجر پرداخت می‌شود و به روابط طولانی مدت تبدیل می‌شود. اگر رابطه به چیزی بیشتر تبدیل شود، برخی از زنان چینی کار خود را ترک می‌کنند و به «عاشقانی زنده» تبدیل می‌شوند که کار اصلی آنها خوشحال کردن مرد کارگر است.

### سیاست‌های طلاق
قانون ازدواج در سال ۱۹۵۰ به زنان قدرت داد تا مراحل طلاق را آغاز کنند. به گفته ایلین جفریس، عضو آینده پژوهشی استرالیا و استاد دانشیار در مطالعات چین، درخواست طلاق فقط درصورتی که آنها به دلایل سیاسی مناسب توجیه می‌شوند مجاز می‌شوند. این درخواستها توسط سازمانهای وابسته به حزب واسطه و نه سیستمهای حقوقی بی‌اعتبار، با واسطه بوده‌اند. رالف هاوگوت فولسوم، استاد حقوق چین، تجارت بین‌المللی و معاملات بین‌المللی تجارت در دانشگاه سن دیگو، و جان اچ. مینان، وکیل محاکمه در بخش مدنی وزارت دادگستری ایالات متحده و استاد حقوق در دانشگاه سن دیگو، استدلال می‌کند که قانون ازدواج در سال ۱۹۵۰ اجازه می‌دهد انعطاف‌پذیری زیادی در امتناع طلاق هنگامی که تنها یک طرف به دنبال آن بود. در طی اصلاحات اقتصادی مبتنی بر بازار، چین مجدداً یک سیستم قانونی رسمی را تأسیس کرد و مقررات طلاق را بر اساس فردی تر اجرا کرد.
جفریس ادعا می‌کند که قانون ازدواج سال ۱۹۸۰ طلاق را به این دلیل که عواطف یا عواطف متقابل شکسته شده‌است، فراهم می‌کند. در نتیجه زمینه آزادتر شدن طلاق، طلاق افزایش یافت آنجا که زنان شروع به طلاق از همسران خود کردند، تنش‌ها افزایش یافت و مقاومت بسیار زیادی از مردان روستایی صورت گرفت. اگرچه اکنون طلاق به‌طور قانونی به رسمیت شناخته شده بود، هزاران زن به دلیل تلاش برای طلاق از همسرشان جان خود را از دست دادند و بعضی از آنها هنگام محرومیت از حق طلاق خودکشی کردند. طلاق، که در دوران مائو (به عنوان یک عمل نادر) در دوران مائو (۱۹۴۹–۱۹۴۹) دیده می‌شد، با افزایش نرخ امروز متداول تر شده‌است. در کنار این افزایش طلاق، آشکار شد که زنان مطلقه اغلب به سهم ناعادلانه یا مسکن و دارایی داده می‌شدند.

## خشونت خانگی
در سال ۲۰۰۴، فدراسیون زنان تمام چین نتایج نظرسنجی را گردآوری کرد تا نشان دهد سی درصد خانواده‌ها در چین خشونت خانگی را تجربه کرده‌اند، ۱۶ درصد از مردان همسران خود را مورد ضرب و شتم قرار داده‌اند؛ و در سال ۲۰۰۳، درصد زنانی که در داخل کشور مردان مورد سوءاستفاده قرار می‌گیرند، افزایش یافته‌است و ۱۰ درصد خشونت خانوادگی شامل قربانیان مرد است. قانون ازدواج در چین در سال ۲۰۰۱ اصلاح شد تا خدمات میانجیگری و غرامت را به کسانی که در معرض خشونت خانگی قرار دارند ارائه دهد. سرانجام با اصلاحات در سال ۲۰۰۵ قانون حمایت از حقوق و منافع زنان، خشونت خانگی جرم شمرده شد.
با این حال، عدم آگاهی عمومی از اصلاحیه ۲۰۰۵ باعث شده‌است که سوء استفاده از همسران همچنان ادامه داشته باشد.

## تحصیلات
شکاف جنسیتی در ثبت نام فعلی با افزایش سن افزایش می‌یابد زیرا مردان در هر گروه سنی در جمهوری خلق چین بیشتر از زنان ثبت نام می‌کنند. ۱۹۶۱ کاهش ناگهانی در ثبت نام زن در دبستان و متوسطه را نشان داد. ثبت نام در مدارس ابتدایی زنان بیش از مردان در هنگام قحطی بزرگ چینی (۱۹۶۱–۱۹۵۸) رنج می‌برد. اگرچه شکاف جنسیتی برای آموزش متوسطه و ابتدایی با گذشت زمان کاهش یافته‌است، اما فاصله جنسیتی در بالاترین سطح تحصیلات بسیار بزرگتر است.
در یک بررسی جمعیت یک درصد در سال ۱۹۸۷ مشخص شد که در مناطق روستایی ۴۸ درصد از مردان در سن ۴۵ سال و بالاتر بیسواد بودند و از طرف دیگر، ۶ درصد از مردان ۱۵–۱۹ ساله بی سواد بودند. اگرچه درصد زنان بی سواد از ۸۸ درصد به ۱۵ درصد کاهش یافته‌است، اما به‌طور قابل توجهی بالاتر از درصد مردان بی سواد برای گروه‌های سنی مشابه است.

## مراقبت‌های بهداشتی

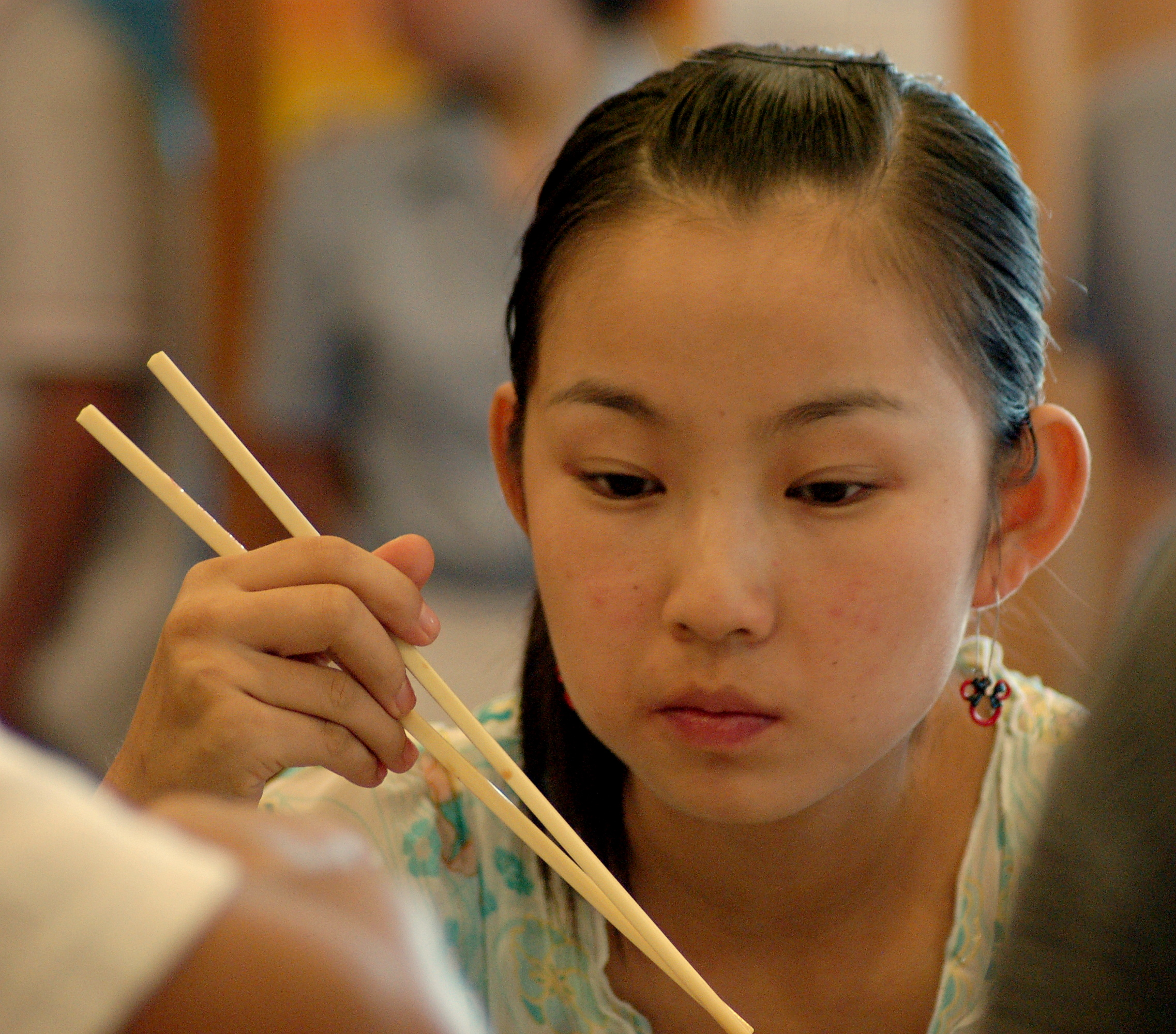
یک دختر جوان در حال استفاده از چاپ استیک

در فرهنگ سنتی چینی، که جامعه ای مردسالارانه مبتنی بر ایدئولوژی کنفوسیایی بود، زنان در مراقبت‌های بهداشتی دارای اولویت نبودند. مراقبت‌های بهداشتی برای تمرکز روی مردان مناسب بود. مراقبت‌های بهداشتی چین از آن زمان اصلاحات زیادی را پشت سر گذاشته و سعی در ارائه مراقبت‌های مساوی از زنان و مردان دارد. در طول انقلاب فرهنگی (۱۹۶۶–۱۹۶۶)، جمهوری خلق چین شروع به توجه به ارائه مراقبت‌های بهداشتی برای زنان کرد.
این تغییر زمانی آشکار بود که به زنان نیروی کار چینی خدمات درمانی داده شد. سیاست مراقبت‌های بهداشتی همه زنان شاغل را ملزم به دریافت سالانه آزمایش ادرار و معاینه واژینال کرد. جمهوری خلق چین قوانین مختلفی را برای حمایت از حقوق مراقبت از زنان از جمله قانون مراقبت از مادران و کودکان وضع کرده‌است. این قانون و بسیاری دیگر بر حمایت از حقوق همه زنان در جمهوری خلق چین متمرکز شده‌اند.
پدیده زنان مفقود آسیا در چین قابل مشاهده است. نسبت جنسی در چین بسیار بالاتر از می‌شود بیولوژیکی انتظار می‌رود، و تبعیض جنسیتی به این عدم تعادل کمک کرده‌است. آمارتیا سن، اقتصاددان برنده جایزه نوبل، در سال ۱۹۹۰ اظهار داشت که بیش از ۱۰۰ میلیون زن در جهان مفقود شده‌اند و ۵۰ میلیون زن نیز تنها از چین مفقود شده‌اند. سن این کسری در تعداد زنان را به سقط جنین انتخابی، شیرخواری زنانه و تغذیه ناکافی دختران نسبت داد که همگی توسط سیاست یک کودک مورد تشویق قرار گرفته‌اند.
برای زنان در چین، احتمال ابتلا به سرطان، سرطان دهانه رحم است. سازمان بهداشت جهانی (WHO) پیشنهاد می‌کند از غربالگری روزمره برای تأیید اینکه این زن به سرطان دهانه رحم مبتلا شود، استفاده کند. با این حال، اطلاعات مربوط به غربالگری سرطان دهانه رحم برای زنان در چین کاملاً در دسترس نیست.